# Angela (personagem de histórias em quadrinhos)
Angela é uma personagem de quadrinhos, criada pelo escritor Neil Gaiman e pelo desenhista Todd McFarlane. A personagem apareceu pela primeira vez como um antagonista na revista Spawn de McFarlane, fazendo sua estreia na nona edição da série (março de 1993) publicada pela Image Comics. Angela surgiu como uma anja caçadora de Spawns, e rapidamente ganhou popularidade, a ponto de ganhar uma minissérie própria, escrita por Gaiman e Greg Capullo.
Posteriormente, foi objeto de uma batalha legal entre seus criadores sobre os direitos da personagem, processo em que Neil Gaiman saiu como vencedor. Após ter ganho a batalha judicial, Gaiman vendeu a personagem para a Marvel Comics. Em 2013, ela estreou no arco de história Era de Ultron e depois passou a ser utilizada em histórias dos Guardiões da Galáxia. Durante o crossover Pecado Original, foi revelada a nova origem da personagem: ela é filha de Odin e irmã de Thor e Loki.

## Histórico da publicação

### Image Comics
Em 1993, Todd McFarlane contratou Neil Gaiman, juntamente com outros três autores reconhecidos, Alan Moore, Dave Sim e Frank Miller, para escrever uma edição de sua série de quadrinhos de sua propriedade, Spawn, publicada pela Image Comics. Enquanto isso, Gaiman apresentou os personagens Angela, Cogliostro e Medieval Spawn. Todos os três personagens foram cocriados e projetados por McFarlane. Angela apareceu pela primeira vez na edição #9, como uma adversária. 
Em 1994 e 1995, uma minissérie em três edições intitulada Angela foi publicada, escrita por Gaiman e ilustrada por Greg Capullo. A série foi mais tarde reimpressa como um edição encadernada intitulada Angela Trade Paperback, renomeada como Spawn: Angela's Hunt em reimpressões posteriores e dado um novo design de capa (ISBN 1-887279-09-1). A partir de 2005, a série esgotou esgotada. 
A série mensal de Spawn continuou apresentando todos os personagens que Gaiman havia criado muito tempo depois de seu envolvimento direto. Alguns personagens tiveram relações com a empresa de brinquedos de McFarlane, e Cogliostro teve um papel proeminente no filme de ação do Spawn lançado em 1997. Angela apareceria em Spawn #62, #89 e #96 a #100 e, em 1995, um one-shot. Ela também foi destaque em vários crossovers. A minissérie The Rage of Angels mostrou Angela encontrando Glou em Angela and Glory (1996), e continuou em Youngblood  #6 (1996) e Team Youngblood #21. Houve também um crossover chamado Aria/Angela, no qual ela participou da série Aria.
McFarlane inicialmente concordou que Gaiman manteria os direitos autorais dos personagens, mas depois alegou que o trabalho de Gaiman havia sido contratado e que McFarlane possuía todas as cocriações de Gaiman, apontando as indicações legais de Spawn #9 e a falta contrato legal declarando o contrário. McFarlane também se recusou a pagar royalties a Gaiman pela reedição das histórias de Gaiman. Em 2002, Gaiman entrou com uma ação e obteve um julgamento considerável contra McFarlane e Image Comics pelos direitos devidos. Todos os três personagens seriam copropriedades. Em 2012, McFarlane e Gaiman resolveram sua disputa, e Gaiman recebeu a propriedade total de Angela.

### Marvel Comics
O site Comic Book Resources confirmou em 21 de março de 2013 que Neil Gaiman estava voltando para a Marvel Comics e levaria Angela com ele. Joe Quesada foi citado dizendo que sua primeira aparição como um personagem da Marvel seria no final do evento Age of Ultron.
Em 9 de maio de 2013, a Entertainment Weekly publicou a primeira imagem de Angela como redesign de Joe Quesada para suas aparições em quadrinhos publicados pela Marvel Comics.

## Biografia

### Image Comics
Angela é um anjo e uma caçadora de recompensas, trabalhando sob os auspícios do Céu para se opor a Spawn. Ela tentou matar Spawn em seu primeiro encontro, mas foi derrotada apesar de sua experiência significativamente maior. Mais tarde, ele veio em sua ajuda durante o julgamento no céu, onde ele testemunhou que ela tinha permissão para matá-lo. Eles estavam temporariamente presos em uma dimensão compacta quando o manto de Spawn agia para protegê-lo de suas armas. A reestruturação da realidade de Spawn permitiu que eles retornassem da dimensão compacta, e também apagou a "permissão" de Angela para usar suas armas contra ele. Ao voltar para a Terra, eles começaram um relacionamento romântico, no entanto Angela foi morta durante a batalha com Malebolgia. Spawn devolveu seu corpo para os anjos, que presumivelmente a trouxeram de volta à vida.

### Marvel Comics
Durante o arco de história "Age of Ultron" de 2013, É revelado que Angela está viva e foi retirada do céu como resultado do dano de Wolverine ao Omniverse. Em uma combinação de raiva e confusão, ela corre em direção à Terra do espaço para ser interceptada pelos Guardiões da Galáxia, à qual eventualmente se une.
Durante a arco "Pecado Original", é revelado que ela é Aldrif, a filha de Odin e Freyja, tornando sua irmã para Thor e Loki. Ela foi "morta" quando criança durante a guerra de Asgard com os Anjos do Décimo Reino, chamada "Heven". Esse crime resultou em Odin separando o Décimo Reino dos outros nove como punição por seu ataque. Thor descobre a existência de sua irmã quando é exposto aos segredos de Uatu, o Vigia, pelo Orbe. Ele retorna a Asgard para confrontar sua mãe sobre a existência de sua irmã e, posteriormente, viaja para o Décimo Reino com Loki para aprender mais sobre sua irmã.
Os Guardiões da Galáxia e Angela são atacados no espaço de dobra por um bando de piratas, chamados Warpjackers. Durante a batalha, Angela abandona os Guardiões quando o adulto Loki diz telepaticamente que o portal para Heven está aberto e que ela pode voltar para casa. Enquanto Thor luta contra os guardas de Heven, Angela aparece tendo sido guiada pela porta de Heven por Loki e se prepara para lutar contra Thor. Angela derrota Thor, e é então informada pela Rainha dos Anjos para trazer Thor para ela. agora em forma feminina, Loki se alinhou com os Anjos, dizendo a Thor que "estar do lado vencedor parece perfeito".
Enquanto Loki lidera uma frota de Anjos para Asgard, sob a falsa pretensão de ajudá-los a destruí-la, Thor escapa do cativeiro e luta contra Angela mais uma vez. A luta entre Thor e Angela é interrompida quando Odin (que Loki libertou de seu auto-exílio) chega e reconhece Angela como sua filha, revelando a verdadeira linhagem de Angela como Aldrif, que há muito tempo pensava-se que estava morta. Há muito tempo, o anjo encarregado de se desfazer do corpo de Aldrif descobriu que o bebê estava vivo e a criou como um dos anjos sob o nome de Angela. À luz dessa revelação, a Rainha dos Anjos concede a Angela sua vida, perdoando-a por seu serviço aos Anjos, mas a exila de Heven devido à sua linhagem. Depois de deixar Heven, Odin diz a Thor, Loki e Angela que ele ainda ama seus filhos. Angela então decide sair para explorar os outros reinos.
Mais tarde, Angela e seu amante Sera sequestram a filha recém-nascida de Odin e Freyja. Sem o conhecimento de Odin, o bebê é possuído pelo espírito de Surtur e Odin ordena que Thor persiga o casal. Angela e Sera, com a ajuda dos Guardiões da Galáxia, ficam à frente de Thor e levam o bebê a Heven para serem limpos do espírito de Surtur. Lá, Angela joga o bebê nos motores de Heven. O fogo de Surtur é expulso do bebê e reacende os motores de Heven. Para esta ação, a dívida de Angela com Heven é paga e, assim, fecha sua última conexão restante com o reino.
Depois que Angela devolve o bebê a Odin, ela descobre que Sera é na verdade Malekith, o Maldito, e o verdadeiro Sera, que foi morto anteriormente em batalha, permanece em Hel. Angela viaja para Hel e pede a Hela que restaure seu amor à vida. Quando Hela se recusa, Angela lança uma campanha de conquista com a ajuda da serva de Sera e Hela, Leah, completando várias tentativas para se tornar a nova rainha de Hel. Quando ela consegue, ela liberta as almas dos anjos mortos escravizados por Hel e restaura Sera à vida, apenas para abdicar e retornar à Terra com Sera e Leah, sem necessidade de poder.

## Poderes e habilidades
Em sua atual encarnação da Marvel, Angela é uma deusa e herdeira do trono asgardiano. Ela tem enormes quantidades de superforça, o que lhe permite lutar contra oponentes como Jane Foster (Thor),  super velocidade, onde se move mais rápido que um raio e super durabilidade, onde pode suportar ataques de Gamora, Drax e Thor. Ela também tem a capacidade de voar.
Ao contrário do resto dos deuses asgardianos, Angela é imortal e não requer maçãs de ouro para sustentar sua juventude. Ela viveu por eras sem nenhuma substância.

## Em outras mídias

### Televisão
- Angela apareceu na série de TV animada Todd McFarlane's Spawn, expressada por Denise Poirier.
- Angela teve sua primeira aparição numa animação da Marvel  nos episódios  "We Are the World Tree" de Guardians of the Galaxy, expressada por Nika Futterman.  Ela acompanha Thor em uma visita a uma estátua em Spartax que mostrava os anos de paz que Spartax tinha com Asgard. Angela entra em uma breve luta de espadas com Gamora. Mais tarde, ela enfrenta Gamora novamente quando os Guardiões da Galáxia terminam em Asgard. No episódio "Asgard War Part One: Lightning Strikes", Angela acompanha Thor na guerra contra Spartax. No episódio "Asgard War Part Two: Rescue Me", Angela acompanha Thor e o Destruido para ajudar os Guardiões da Galáxia a resgatá-los.

### Cinema
- Angela fez uma breve aparição na adaptação em live-action de Spawn, retratado por Laura Stepp.

### Vídeogames
- Angela aparece no jogo para celular Guardians of the Galaxy: The Universal Weapon.

Angela aparece no jogo do Facebook Marvel: Avengers Alliance.
Angela é uma personagem jogável no jogo para celular Marvel: Future Fight.
Angela é uma personagem jogável no jogo para celular Marvel: Contest of Champions.
Angela é uma personagem jogável no jogo Marvel Heroes Online, interpretada por Laura Bailey.
Angela é uma personagem jogável no jogo para celular Marvel: Avengers Alliance 2.
Angela é uma personagem recrutado em Marvel Avengers Academy durante o evento A-Force, expressada por Natalie Van Sistine.
Música
- Angela é o tema de uma canção da banda de heavy metal Iced Earth chamada "The Hunter", que aparece no seu álbum conceitual baseado em Spawn, The Dark Saga.

Miscelânea
- Em 1995 e 1996, Angela foi nomeada, mas não ganhou, uma série de prêmios providos pela Revista Wizard: 1995 Vilõess favoritos, 1995 Personagem mais merecedor de Título Ongoing, 1995 One-shot Favorito ou Série limitada/ Minissérie e 1996 Heroína Favorita.